# Karzinogenese
Die Karzinogenese (auch Krebsentstehung oder Onkogenese) ist die Entstehung und Entwicklung von Tumoren bis hin zum Krebs durch Mutation oder epigenetische Veränderungen in Zellen. Sie umfasst die Einflussfaktoren der Krebsentstehung, die Mechanismen der Zelltransformation und die medizinische Einteilung in formale und histologische Stadien des Tumorentstehungsprozesses. Die Karzinogenese ist äußerst komplex und zum Teil noch unverstanden.

## Mögliche Stufen
Heutzutage wird die Karzinogenese als Mehrstufenprozess gesehen, der zumindest aus den Phasen Initiation, Promotion und Progression besteht.

### Initiation
Die Initiation (Auslösung) stellt den ersten Schritt der Karzinogenese dar: Eine Zelle erfährt eine von einem Karzinogen ausgelöste Mutation. Wenn diese Mutation nicht durch eine DNA-Reparatur beseitigt oder die Zelle nicht durch die Apoptose (Zelltod) ausgeschaltet wird, dann persistiert die Mutation – und sie ist irreversibel. Wichtig dabei ist, dass die Mutation in einem Gen vorliegen muss, welches für die Kontrolle des Zellzyklus und der Zellteilung zuständig ist, wie es bei Tumorsuppressorgenen der Fall ist: Das sind Gene, welche die Zellteilung und den Zellzyklus kontrollieren, indem sie ein unkontrolliertes Wachstum hemmen.
Karzinogene oder genotoxische Stoffe, die eine Initiation auslösen, weisen keine Schwellenwerte auf, unterhalb derer keine Gefahr für eine Mutation besteht. Das bedeutet, dass auch kleinste Mengen eines Karzinogens eine Genveränderung bewirken können.

### Promotion
In der Promotion (Förderung), dem zweiten Schritt einer Krebsentwicklung, findet ein Wachstumsstimulus der initiierten Zelle statt: Die Zelle, welche eine Mutation erfahren hat, wird durch einen Wachstumsreiz vermehrt. Dieser Wachstumsreiz kann einerseits von nicht genotoxischen Karzinogenen stammen, die z. B. zwar eine Entzündung  fördern, aber nicht gezielt eine Mutation im Genom auslösen. Andererseits kann der Wachstumsreiz durch Einwirkungen entstehen, wie z. B. Hormone, die den Wachstumsstimulus durch sogenannte Wachstumsfaktoren fördern. Durch diese Art von Wachstumsreiz wächst das Mammakarzinom. Das Hormon Östrogen sendet Wachstumssignale, sodass die Tumorzelle zur Teilung (Proliferation) angeregt wird.
Wenn eine Entzündung, die als eine Promotion in der Krebsentwicklung agiert, stattfindet, dann werden Hormone zur Wundheilung durch Zellproliferation freigesetzt, die sich an die Oberflächenrezeptoren koppeln und damit einen Wachstumsreiz auf die Zelle ausüben. Dies ist der Fall bei Morbus Crohn, der zum Dünndarmkarzinom führen kann, oder bei einer Mastopathie, die Mammakarzinome hervorrufen kann. Denn durch diese Entzündungen werden Zellen zur Teilung angeregt:
Die initiierte Zelle gibt durch die Zellproliferation ihren DNA-Schaden an die Tochterzelle weiter. Die sich proliferierende Zelle weist eine instabile DNA auf, wodurch das Risiko für weitere Mutationen in Tumorsuppressorgenen steigt. Durch den stetigen Wachstumsreiz und die Zellproliferation entsteht ein präneoplastisches Stadium, also die Vorstufe eines Krebses (Neoplasie): Es ist ein benigner (gutartiger) Tumor entstanden, der begrenzt wächst und noch nicht metastasiert. Bei jeder Zellproliferation steigt jedoch das Risiko für neue Mutationen, sodass sich ein maligner (bösartiger) Tumor bilden kann.
Die Promotion ist in den frühen Phasen reversibel und man könnte einen Schwellenwert festlegen, unterhalb dessen kein Wachstumsstimulus auf die initiierte Zelle ausgeübt wird. Ohne Promotion kann kein Krebs entstehen, da sich die initiierten Zellen nicht vermehren können. Dies könnte auch erklären, weshalb das Risiko eines Karzinoms nach dem Ende der Exposition durch Karzinogene in manchen Fällen sinkt, wie es beispielsweise bei Zigarettenrauchern der Fall sein kann: Nach Aufgabe des Zigarettenrauchens wird keine Promotion auf die möglicherweise initiierten Zellen ausgeübt, sodass keine weiteren Mutationen mehr gesammelt werden und es zu einer Regression des bereits bestehenden präneoplastischen Stadiums kommen kann.

### Progression
Die dritte Stufe ist durch eine Progression (Steigerung) gekennzeichnet: Da die Zellen im präneoplastischen Stadium weitere Mutationen in Tumorsuppressorgenen durch karzinogene Einwirkung erfahren haben und zahlreiche Protoonkogene in Onkogene umgewandelt worden sind, findet nun die eigentliche maligne Transformation statt. Die Zelle ist potenziell bösartig und teilt sich stetig ohne Unterbrechung; sie ist immortal, also unsterblich geworden. Nach zahlreichen Zellteilungen wird eine Tumormasse aufgebaut und die Zellen entdifferenzieren sich zunehmend, gleichen also nicht mehr den anderen Zellen im Zellverband bzw. weisen andere Merkmale auf. Die Tumorzellen verdrängen gesundes Gewebe. Aus noch unbekannten Gründen bekommen die Tumorzellen die Fähigkeit zur Metastase, also Tochtergeschwülste in anderen Körperregionen zu bilden. Man vermutet jedoch, dass auch hierfür weitere Mutationen benötigt werden. In der Progression, dem letzten Stadium der Tumorgenese, entfalten die Tumorzellen ihr gefährliches Potenzial durch die Metastasierung. Sie kann bei einigen Krebsarten wenige Monate nach einer Krebsdiagnose zum Tod des betroffenen Patienten führen.

## Zeitdauer
Die Krebsentwicklung vollzieht sich langsam und über Jahre und Jahrzehnte. Diese Dauer bezeichnet man als Latenzzeit und sie kann sich auf bis zu 20–40 Jahre bemessen. Warum eine so lange Entwicklungsdauer benötigt wird, ist unbekannt, aber möglicherweise spielen endogene Faktoren wie individuell verschiedene Reparaturkapazität oder Metabolisierungskapazität eine große Rolle, ebenso wie die Tatsache, dass man einige unabhängige Mutationen benötigt, um eine normale Zelle voll entarten zu lassen.

## Historisches
1964 wies Philip D. Lawley am Chester Beatty Research Institute (heute: Institute of Cancer Research, London) anhand von Experimenten mit Senfgas als Erster nach, dass nicht – wie bis dahin vermutet – Proteine, sondern die DNA das Hauptziel für krebserregende Chemikalien ist.